# Ulf Bengtsson
Ulf Bengtsson (ur. 26 stycznia 1960 w Höganäs, zm. 17 marca 2019 w Halmstad) – szwedzki tenisista stołowy, dwukrotny medalista mistrzostw świata oraz dwukrotny mistrz Europy. W 1984 w Kuala Lumpur zajął trzecie miejsce w Pucharze Świata. Był 29-krotnym medalistą mistrzostw Szwecji.